# Гізела (комуна)
Гізела (рум. Ghizela) — комуна у повіті Тіміш в Румунії. До складу комуни входять такі села (дані про населення за 2002 рік):
- Гізела (332 особи)
- Паніова (314 осіб)
- Хісіаш (139 осіб)
- Шановіца (517 осіб)

Комуна розташована на відстані 374 км на північний захід від Бухареста, 40 км на схід від Тімішоари.

## Населення
За даними перепису населення 2002 року у комуні проживали 1302 особи.
Національний склад населення комуни:
| Національність | Кількість осіб | Відсоток |
| -------------- | -------------- | -------- |
| румуни         | 1219           | 93,6%    |
| угорці         | 52             | 4,0%     |
| німці          | 14             | 1,1%     |
| українці       | 10             | 0,8%     |
| цигани         | 5              | 0,4%     |
| серби          | 1              | 0,1%     |
| словаки        | 1              | 0,1%     |

Рідною мовою назвали:
| Мова       | Кількість осіб | Відсоток |
| ---------- | -------------- | -------- |
| румунська  | 1229           | 94,4%    |
| угорська   | 49             | 3,8%     |
| німецька   | 13             | 1,0%     |
| українська | 9              | 0,7%     |
| сербська   | 1              | 0,1%     |

Склад населення комуни за віросповіданням:
| Релігія        | Кількість осіб | Відсоток |
| -------------- | -------------- | -------- |
| православні    | 1172           | 90,0%    |
| римо-католики  | 72             | 5,5%     |
| баптисти       | 33             | 2,5%     |
| п'ятдесятники  | 11             | 0,8%     |
| адвентисти     | 8              | 0,6%     |
| реформати      | 3              | 0,2%     |
| греко-католики | 3              | 0,2%     |